# Greytown (Südafrika)
Greytown ist eine Stadt im Zentrum der südafrikanischen Provinz KwaZulu-Natal. Sie liegt am Fluss Umvoti auf einer Höhe von 1015 Metern über dem Meeresspiegel. 2011 hatte sie 9090 Einwohner. In Greytown befindet sich die Verwaltung der Lokalgemeinde Umvoti.

## Geschichte
Die Ortschaft wurde 1848 von der Landkommission gegründet und Umvoti genannt. 1854 wurde sie zu Ehren des Gouverneurs der Kapkolonie, Sir George Grey, umbenannt.
1906 fand im Einflussgebiet Greytowns die Bambatha-Rebellion statt. Die Zulu weigerten sich, Steuern zu zahlen. Diese Kämpfe werden als Anfang der Auflehnung gegen die Rassentrennung gesehen.

## Wirtschaft
Seit den 1890er Jahren werden in der Gegend um Greytown Akazien gepflanzt und zur Holzproduktion genutzt. Hier hat seit seiner Gründung im Jahr 1958 der Saatguthersteller Pannar Seed seinen Sitz.

## Söhne und Töchter der Stadt
- Louis Botha (1862–1919), General und Politiker, erster Premierminister der Südafrikanischen Union
- Bobbie Heine (1909–2016), Tennisspielerin

## Sehenswürdigkeiten
- Greytown-Museum, ehemals ein Gebäude der Kolonialverwaltung; seit dem 17. August 1973 beherbergt es das Museum[6]
- Lilani-Quellen, Thermalquellen
- Rathaus von Greytown, ein Gebäude aus der Zeit um 1900[7]
- Grab von Sarie Marais, eine Volksheldin der Afrikaans sprechenden Bevölkerung[8]
- Umvoti Vlei, ein Naturschutzgebiet mit vielen Vogelarten aus Feuchtgebieten; diese können beobachtet werden[9]